# Écrou (droit)

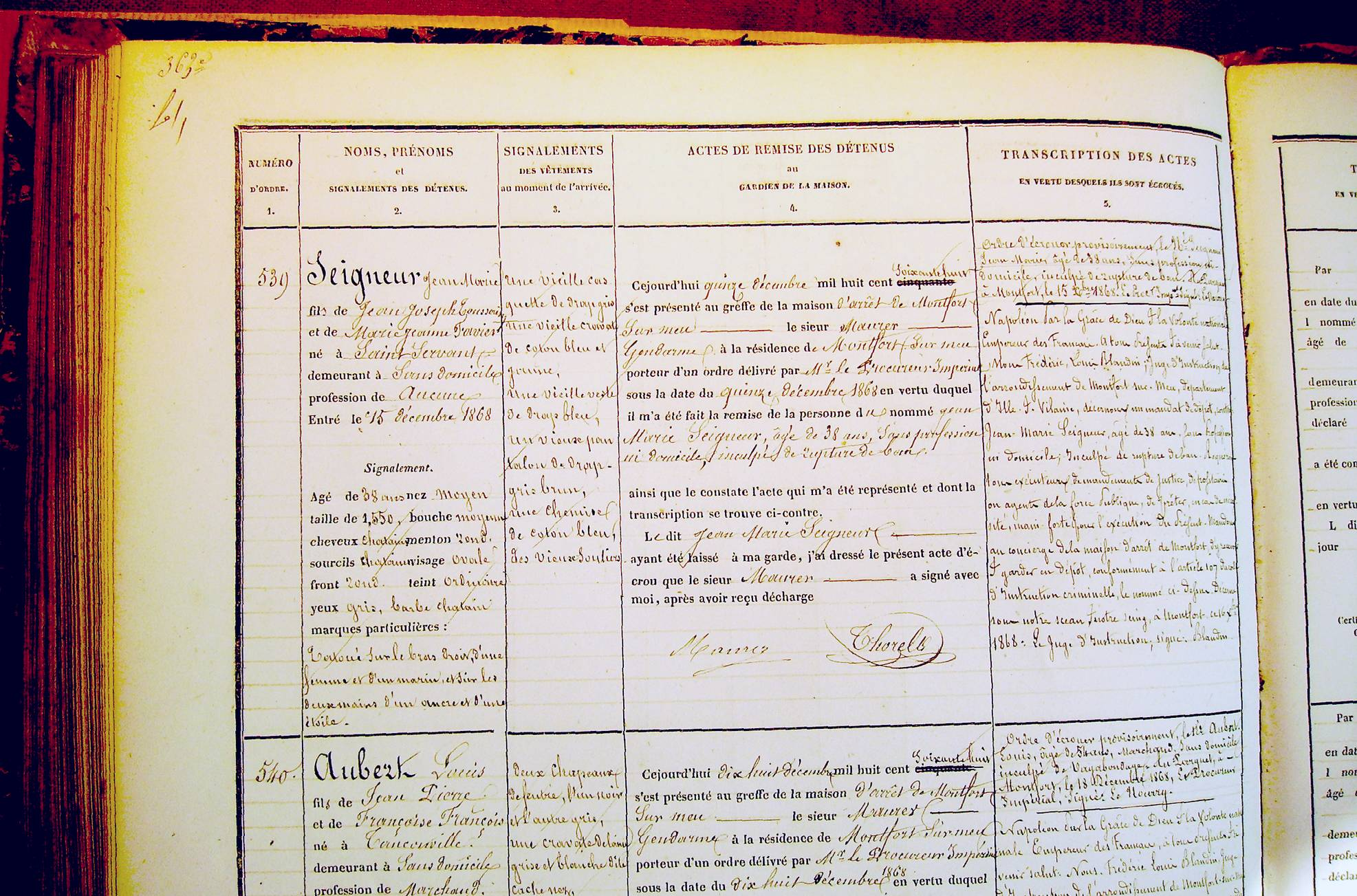
Registre d'écrou de l'année 1868 : écrou du nommé Seigneur en rupture de ban, c'est-à-dire écroué pour avoir enfreint l'assignation à résidence de sa condamnation pour vagabondage.

Pour l’article homonyme, voir Écrou.
L'écrou est défini comme l'acte constitutif de l'incarcération. Ce terme est utilisé pour définir le verbe « écrouer » : inscrire au registre de l'écrou (ou livre d'écrou).
L'acte d'écrou est dressé pour toute personne qui est conduite dans un établissement pénitentiaire ou qui s'y présente librement. Habituellement, il est mis à jour lors de la libération du détenu.